# Andreas Reinke (Fußballspieler, 1969)
Andreas Reinke (* 10. Januar 1969 in Krakow am See) ist ein ehemaliger deutscher Fußballspieler auf der Position des Torwarts.

## Laufbahn als Spieler

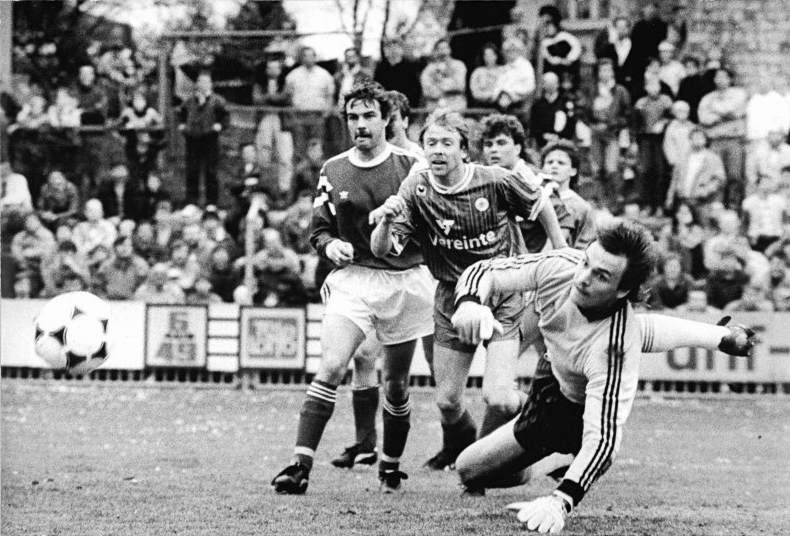
Parade von Andreas Reinke im FDGB-Pokal-Halbfinale 1990 gegen Lok Leipzig

Reinke begann im Alter von 6 Jahren bei der SG Dynamo Güstrow das Fußballspielen. Im Alter von 16 Jahren wurde er innerhalb der Sportvereinigung Dynamo in die Bezirkshauptstadt Schwerin zur dortigen SG Dynamo Schwerin delegiert. Nach 2 Spielzeiten im Nachwuchsbereich wurde Reinke zur Saison 1987/88 als 18-Jähriger erstmals für die Mannschaft des damaligen DDR-Ligisten gemeldet. Reinkes Karriere im Männerbereich begann in der zweitklassigen DDR-Liga (Staffel A), wo er erstmals am 8. November 1987 spielte und sich fortan als Stammtorwart etablierte. Mit den Mecklenburgern erzielte Reinke in den Spielzeiten 1987/88 und 1988/89 jeweils Mittelfeldplätze, in der folgenden Saison spielten die Schweriner eher gegen den Abstieg. Allerdings erreichte Dynamo Schwerin in dieser Spielzeit überraschend das Finale im FDGB-Pokal (1:2 gegen Dynamo Dresden). Nach dem Saisonende wurde Reinke im Sommer 1990 für die Amateurmannschaft des Hamburger SV verpflichtet und kam im Jahr darauf auch zu einem Einsatz in der Bundesliga. 1993 wechselte er innerhalb Hamburgs zum Zweitligisten FC St. Pauli, bei dem er vor Klaus Thomforde die Nummer 1 war. Die Mannschaft verpasste nur knapp den Aufstieg in die Bundesliga.
Nach der Saison verpflichtete ihn der 1. FC Kaiserslautern, bei dem er mittelfristig den 35-jährigen Gerry Ehrmann ablösen sollte. Nach einer Verletzung von Ehrmann vollzog sich der Wechsel noch während der Saison 1994/95. Die Spielzeit schlossen die Roten Teufel auf dem vierten Tabellenplatz ab. Die Saison 1995/96 endete mit dem ersten Abstieg des FCK in seiner Bundesligageschichte. Gleichwohl gewann die Mannschaft kurze Zeit später den DFB-Pokal. Nach dem direkten Wiederaufstieg 1997 folgte die bis heute einmalige Deutsche Meisterschaft 1998 als Aufsteiger. Reinke stand im Meisterjahr in 31 von 34 Partien im Tor. In der Saisonvorbereitung 1997 war eigentlich der neu verpflichtete Petr Kouba die designierte Nummer 1 gewesen. Kouba fiel allerdings langfristig durch eine Verletzung aus. Der in der Winterpause 1997/98 verpflichtete Konkurrent Lajos Szücs konnte sich nicht gegen Reinke durchsetzen. Zur Saison 1998/99 wurde mit Uwe Gospodarek abermals ein Konkurrent verpflichtet, der allerdings ebenfalls kurz vor Saisonbeginn verletzungsbedingt ausfiel und danach längere Zeit Ersatztorwart blieb. Erst im letzten Hinrundenspiel der Saison 1999/2000 erhielt Gospodarek überraschend den Vorzug vor Reinke. In der Winterpause verletzte sich Reinke, woraufhin mit Georg Koch ein weiterer Torwart verpflichtet wurde. Dies wurde auch als Signal für die Zukunft gewertet, da sich Reinke zu diesem Zeitpunkt in stockenden Vertragsverhandlungen mit dem FCK befand. Nach seiner Rückkehr während der Rückrunde kam Reinke noch zweimal zum Einsatz und sein Vertrag wurde nicht verlängert.
Reinke schloss sich im Sommer 2000 Iraklis Saloniki an. Zur Saison 2001/2002 ging er nach Spanien zu Real Murcia, mit dem er in seiner zweiten Saison bei nur 22 Gegentoren in 42 Spielen den Aufstieg in die Primera División erreichte. Für seine Leistungen als bester Torwart in der Segunda Division wurde Reinke als erster deutscher Torwart in der Aufstiegssaison mit der Zamora-Trophäe geehrt.
Danach wechselte Reinke im Sommer 2003 zu Werder Bremen und damit zurück in die Bundesliga. Er gewann mit Bremen in seiner ersten Saison das Double aus Meisterschaft und DFB-Pokal und wurde für seine Leistungen in der Rückrunde in der Kicker-Rangliste in die internationale Klasse eingestuft. Reinke ist der bisher einzige Torwart, der als Stammkeeper mit zwei Mannschaften deutscher Meister wurde. Am 8. Februar 2006, dem 20. Bundesliga-Spieltag 2005/06, erlitt Andreas Reinke im Spiel beim VfB Stuttgart nach einem Zusammenprall mit Martin Stranzl mehrere Frakturen im Gesicht. Er wurde drei Tage später im Katharinenhospital Stuttgart operiert. Am 25. April 2006 absolvierte er gegen den SV Meppen ein erstes Testspiel nach der Verletzungspause. Während seiner Verletzungspause wurde er im Tor von Werder Bremen von Tim Wiese vertreten, den er auch nach der Genesung nicht wieder verdrängen konnte. Dennoch spielte er in diversen Testspielen. Im Januar 2007 absolvierte Reinke, diesmal als Ersatz für den leicht verletzten Tim Wiese, seine ersten beiden Bundesligaspiele (2:0 gegen Bayer 04 Leverkusen, 0:2 gegen den FC Schalke 04) nach der Verletzung für den SV Werder. Reinkes 2007 auslaufender Vertrag mit Werder Bremen wurde nicht verlängert. Da Reinke keinen neuen Klub mehr fand, beendete er seine Karriere als aktiver Fußballtorwart.

## Laufbahn als Trainer
Kurze Zeit war Reinke – zunächst auf Honorarbasis – als Torwarttrainer für die deutsche U-21-Fußballnationalmannschaft tätig und war damit Nachfolger von Ex-Profi Heinz-Josef Koitka, der die Torwarte der deutschen U-21-Auswahl seit 2000 betreut hatte. Nach der Entlassung von Dieter Eilts als U-21-Nationaltrainer wurde Reinke mitgeteilt, dass er „nicht mehr zu kommen brauche“.
2011 wurde Reinke, der zu der Zeit in Bölkow (bei Güstrow) mit seiner Familie auf einem Bauernhof lebte, durch den Bölkower SV angesprochen, ob er Interesse hätte, die erste Mannschaft zu trainieren. Nach schwierigem Start endete die Saison mit dem Aufstieg in die Landesliga. Im Dezember 2012 trat er nach dem letzten Hinrundenspiel als Trainer zurück.
Am 13. Juni 2013 unterschrieb Andreas Reinke einen Zweijahresvertrag als neuer Torwarttrainer beim F.C. Hansa Rostock. Nach vorhergegangenen Misserfolgen und dem Ausscheiden im Landespokal gegen einen Fünftligisten wurde das Trainerteam, und somit auch Andreas Reinke, am 2. April 2014 beurlaubt und später entlassen.

## Erfolge
- Deutscher Meister: 1998, 2004
- DFB-Pokal-Sieger: 1996, 2004
- FDGB-Pokal-Finalist: 1990
- DFB-Ligapokal-Sieger: 2006

## Persönliches
Reinke ist verheiratet und hat einen Sohn. Von 2008 bis 2016 betrieb die Familie Reinke einen Bauernhof in Mühl Rosin, im Ortsteil Bölkow in Mecklenburg-Vorpommern. Der Lindenhof Reinke ist ein Dreiseitenhof aus dem Jahre 1757. Reinke züchtete dort Angus-Rinder und baute eine Scheune zu einer Event-Location um. 2016 wanderte Reinke mit seiner Familie nach Spanien aus, wo er sich in La Manga niederließ. Der Ort liegt in der Nähe von Murcia, wo er von 2001 bis 2003 spielte.